# Першозвірі
Першозвірі, або яйцекладні (Prototheria) — група примітивних ссавців, що проживають в Австралії та на прилеглих островах (Нова Зеландія, Тасманія, Нова Гвінея). На відміну від решти ссавців, першозвірі розмножуються, відкладаючи яйця. У самиць замість сосків є зони молочних залоз, звідки потомство злизує молоко. Єдиний сучасний ряд: Однопрохідні (Monotremata).